# 乔治·赞波里
乔治·赞波里（義大利語：Giorgio Zampori，1887年6月4日—1965年12月7日），意大利前男子竞技体操运动员。他曾参加1912年、1920年和1924年三届夏季奥运会，共收获四枚金牌和一枚铜牌，四枚金牌当中有三枚来自于男子团体全能小项，另一枚来自于男子个人全能小项。